# Marianka Rędzińska
Marianka Rędzińska est une localité polonaise de la gmina de Rędziny, située dans le powiat de Częstochowa en voïvodie de Silésie.